# Self empowerment
Il termine self empowerment (o self-empowerment) si riferisce ad un modello descrittivo dell’empowerment della persona, formulato per primo in Italia dallo psicologo ed esperto di formazione e sviluppo organizzativo Massimo Bruscaglioni.

## Storia del costrutto
Bruscaglioni, nei primi anni '90 del secolo scorso, avvia una riflessione sistematica sul concetto di potere personale e di empowerment psicologico, che porta nel 1992 ad una prima definizione del self empowerment e del suo modello operativo. Il suddetto modello si propone di descrivere il processo attraverso cui il soggetto arriva a costruire una nuova possibilità psicologica, ritenuta dall’autore l’elemento centrale del self empowerment. In altri termini, l’idea di fondo è che il sentimento di potere di una persona sia originata da quanto essa si senta dotata di possibilità. Si tratta quindi di un potere psicologico, dato dalla confidenza circa le proprie possibilità di essere e di agire.

Le riflessioni di Bruscaglioni e dei suoi collaboratori si indirizzano dapprima verso i processi di apprendimento e cambiamento nei contesti di lavoro, il modello operativo del self empowerment viene in particolare utilizzato per sviluppare metodologie di formazione e consulenza . Ben presto però l’ambito applicativo dell’approccio del self empowerment si allarga ad altri ambiti da quello educativo a quello sociale, andando ad intercettare ulteriori esigenze di crescita personale anche in popolazioni caratterizzate da particolari fragilità. Come nota Stefano Gheno, uno dei primi collaboratori di Bruscaglioni e suo co-autore, spesso chi opera sul disagio parte 
“da una condizione di ineluttabilità, come se la persona in difficoltà fosse – per questo – definita dall’essere priva di risorse e possibilità. L’approccio dell’empowerment, al contrario, propone di partire da ciò che la persona già possiede, per svilupparlo. Aumentandone così le possibilità d’essere e d’agire”.
Oggi il self empowerment è un concetto ampiamente diffuso in diversi ambiti della psicologia applicata, della pedagogia, della sociologia e del lavoro sociale. 

## Principali elementi concettuali
I principali elementi che ne caratterizzano il modello concettuale sono:
- Il focus sul desiderio, che è considerato uno dei fattori costitutivi del funzionamento umano e componente energetica del processo di apertura di possibilità[7].
- La rilevanza delle risorse presenti rispetto a quelle che mancano: il processo di apertura di una nuova possibilità si poggia su ciò che è già nella disponibilità della persona, che va individuato, reso accessibile e utilizzato come punto di partenza[3].
- La presenza di “killer” psicologici, che vanno depotenziati per evitare che il desiderio si vada ad esaurire inibendo così l’aprirsi di una nuova possibilità[8].
- L’importanza dell’azione, sia per sperimentare la possibilità aperta, sia per verificare l’effettiva desiderabilità della stessa[9].

## Il processo del Self empowerment
Secondo il modello descritto da Bruscaglioni e coll., il processo di apertura di una nuova possibilità prende il via dall’emergere di una necessità che, attivando la funzione desiderante del soggetto, lo conduce in una progressiva costruzione di una nuova immagine di sé nella condizione in cui disponga lo stesso di una nuova possibilità. Nel percorso di costruzione l’individuo potrà innanzitutto attingere a quelle risorse di cui già dispone, quindi identificare quelle che può acquisire nel contesto in cui opera. Nel suo percorso la persona si troverà anche fare i conti con le difficoltà soggettive che originano dalla propria storia e dalle proprie condizioni e che frequentemente rappresentano un ostacolo psicologico al perseguimento dei propri obiettivi (i cosiddetti “killer”).